# XX Korpus Armijny (III Rzesza)
XX Korpus Armijny – niemiecki korpus armijny, uczestnik agresji na Związek Radziecki. 
Dowództwo Korpusu zostało utworzone 17 października 1940 w Gdańsku, na terenie XX Okręgu Wojskowego III Rzeszy. W dniu 22 czerwca 1941 roku dowodzony przez gen. Friedricha Maternę XX KA składający się z 162 DP i 256 DP uczestniczył w ataku na Związek Radziecki, walcząc przeciw Armii Czerwonej na terytorium ZSRR w latach 1941-1944. W składzie 4 Armii XX KA uczestniczył w nieudanej próbie zdobycia Moskwy.
W sierpniu 1944 roku składał się z 7 DP, 35 DP, 203 Dywizja Ochrony, 3 Brygada Kawalerii i Grupy Taktycznej E. Wchodził w skład 2 Armii i nadal walczył przeciw Armii Czerwonej. Dowództwo XX KA zostało ewakuowane z frontu wschodniego. Ostatecznie żołnierze korpusu oddali się 7 maja 1945 roku do niewoli armii USA.

## Organizacja

### Dowódcy Korpusu
| Data                                    | Stopień           |                           |
| --------------------------------------- | ----------------- | ------------------------- |
| 17 października 1940 – 10 września 1942 | Generał piechoty  | Friedrich Materna         |
| 10 września 1942 – 14 lutego 1943       | Generał artylerii | Rudolf Freiherr von Roman |
| 14 lutego 1943 – 10 marca 1943          | Generał piechoty  | Erwin Vierow              |
| 10 marca 1943 – grudzień 1943           | Generał artylerii | Rudolf Freiherr von Roman |
| grudzień 1943 – styczeń 1944            | Generał piechoty  | Edgar Röhricht            |
| styczeń – 1 kwietnia 1945               | Generał artylerii | Rudolf Freiherr von Roman |
| 1 kwietnia 1945 – maj 1945              | Generał kawalerii | Carl-Erik Koehler         |

### Szefowie sztabu
| Data                                   | Stopień         |                  |
| -------------------------------------- | --------------- | ---------------- |
| 25 października 1940 – 20 czerwca 1942 | pułkownik SG    | Emil Vogel       |
| 20 czerwca 1942 – 21 lipca 1943        | pułkownik SG    | Franz Haas       |
| 21 lipca 1943 – 10 listopada 19434     | pułkownik SG    | Adalbert Wahl    |
| 10 listopada 1943 – 1 stycznia 1945    | pułkownik SG.   | Hermann Wagner   |
| 1 stycznia 1945 – marca 1945           | podpułkownik SG | Hugo Binder      |
| kwiecień 1945                          | pułkownik SG    | Walter Knauff    |
| kwiecień 1945 – maj 1945               | pułkownik SG    | Peter von Butler |

### 1. Generalstabsoffizier (Ia)
| Date                                | Stopnień |                 |
| ----------------------------------- | -------- | --------------- |
| październik 1940 – lipiec 1942      | major SG | Konrad Purucker |
| lipiec 1942 – luty 1943             | major SG | Klaus Müller    |
| marzec 1943 – marzec 1944           | major SG | Otto Schulze    |
| 25 września 1944                    | major SG | Lang März       |
| 25 września 1944 – 25 stycznia 1945 | major SG | Wilhelm Lammert |
| 25 stycznia 1945 – 10 kwietnia 1945 | major SG | Victor Becker   |

## Ordre de batailles

### Podległość armijna
| Data        | Armia            | Groupa Armii         |
| ----------- | ---------------- | -------------------- |
| 1940        |                  |                      |
| październik | 11 Armia         | Grupa Armii C        |
| 1941        |                  |                      |
| styczeń     | 11 Armia         | Grupa Armii C        |
| kwiecień    | 18 Armia         | Grupa Armii B        |
| maj         | 9 Armia          | Grupa Armii B        |
| 22 czerwca  | 9 Armia          | Grupa Armii „Środek” |
| 30 lipca    | 2 Armia Pancerna | Grupa Armii „Środek” |
| 23 sierpnia | 4 Armia          | Grupa Armii „Środek” |
| 1942        |                  |                      |
| 1 stycznia  | 4 Armia          | Grupa Armii „Środek” |
| luty        | 4 Armia Pancerna | Grupa Armii „Środek” |
| maj         | 3 Armia Pancerna | Grupa Armii „Środek” |
| 1943        |                  |                      |
| styczeń     | 3 Armia Pancerna | Grupa Armii „Środek” |
| luty        | 4 Armia          | Grupa Armii „Środek” |
| kwiecień    | 2 Armia Pancerna | Grupa Armii „Środek” |
| lipiec      | 9 Armia          | Grupa Armii „Środek” |
| wrzesień    | 2 Armia          | Grupa Armii „Środek” |
| 1944        |                  |                      |
| styczeń     | 2 Armia          | Grupa Armii „Środek” |
| kwiecień    | 9 Armia          | Grupa Armii „Środek” |
| maj         | 2 Armia          | Grupa Armii „Środek” |
| 1945        |                  |                      |
| styczeń     | 2 Armia          | Grupa Armii „Środek” |
| luty        | 4 Armia          | Grupa Armii „Północ” |
| kwiecień    | OB West          | -                    |

### Skład korpusu
15 maja 1941
- 129 Dywizja Piechoty
- 162 Dywizja Piechoty
- 87 Dywizja Piechoty
- 256 Dywizja Piechoty

24 czerwca 1941
- 129 Dywizja Piechoty
- 162 Dywizja Piechoty
- 256 Dywizja Piechoty

20 lipca 1941
- 129 Dywizja Piechoty
- 106 Dywizja Piechoty

14 sierpnia 1941
- 268 Dywizja Piechoty
- 292 Dywizja Piechoty
- 15 Dywizja Piechoty

4 września 1941
- 268 Dywizja Piechoty
- 292 Dywizja Piechoty
- 78 Dywizja Piechoty

14 września 1941
- 268 Dywizja Piechoty
- 292 Dywizja Piechoty
- 78 Dywizja Piechoty
- 7 Dywizja Piechoty

27 września 1941
- 268 Dywizja Piechoty
- 78 Dywizja Piechoty
- 15 Dywizja Piechoty

2 października 1941
- 268 Dywizja Piechoty
- 15 Dywizja Piechoty
- 78 Dywizja Piechoty

5 listopada 1941
- 258 Dywizja Piechoty
- 292 Dywizja Piechoty

10 listopada 1941
- 258 Dywizja Piechoty
- 183 Dywizja Piechoty
- 3 Dywizja Piechoty

1 grudnia 1941
- 258 Dywizja Piechoty
- 183 Dywizja Piechoty
- 3 Dywizja Piechoty
- 292 Dywizja Piechoty

16 grudnia 1941
- 258 Dywizja Piechoty
- 183 Dywizja Piechoty
- 292 Dywizja Piechoty

2 stycznia 1942
- 10 Dywizja Pancerna
- 183 Dywizja Piechoty
- 15 Dywizja Piechoty
- 258 Dywizja Piechoty
- 292 Dywizja Piechoty

11 kwietnia 1942
- 17 Dywizja Piechoty
- 292 Dywizja Piechoty
- 183 Dywizja Piechoty
- 20 Dywizja Pancerna
- 255 Dywizja Piechoty

1 maja 1942
- 17 Dywizja Piechoty
- 258 Dywizja Piechoty
- 292 Dywizja Piechoty
- 183 Dywizja Piechoty
- 20 Dywizja Pancerna
- 255 Dywizja Piechoty

23 maja 1942
- 17 Dywizja Piechoty
- 258 Dywizja Piechoty
- 292 Dywizja Piechoty
- 183 Dywizja Piechoty
- 20. Dywizja Pancerna
- 255 Dywizja Piechoty

25 czerwca 1942
- 258 Dywizja Piechoty
- 292 Dywizja Piechoty
- 183 Dywizja Piechoty
- 255 Dywizja Piechoty

5 września 1942
- 255 Dywizja Piechoty
- 31 Dywizja Piechoty
- 183 Dywizja Piechoty

7 lipca 1943
- 251 Dywizja Piechoty
- 45 Dywizja Piechoty
- 137 Dywizja Piechoty
- 72 Dywizja Piechoty

28 lipca 1943
- 251 Dywizja Piechoty
- 45 Dywizja Piechoty
- 137 Dywizja Piechoty

26 grudnia 1943
- 102 Dywizja Piechoty
- 292 Dywizja Piechoty

16 września 1944
- 35 Dywizja Piechoty
- 542 Dywizja Piechoty
- 1131 Brygada Grenadierów
- 104 Brygada Pancerna
- 5 Dywizja Pancerna
- 7 Dywizja Piechoty

1 marca 1945
- Grupa Bojowa 558 Dywizji Grenadierów Ludowych
- Grupa Bojowa 21 Dywizji Piechoty
- Grupa Bojowa 102 Dywizji Piechoty
- Grupa Bojowa 292 Dywizji Piechoty